# Leon Epstein
Leon Józef Epstein (ur. 2 lipca 1834 w Warszawie, zm. 11 marca 1903 w Krakowie) – bankier, przemysłowiec, właściciel dóbr Pilica i Smoleń w Małopolsce.

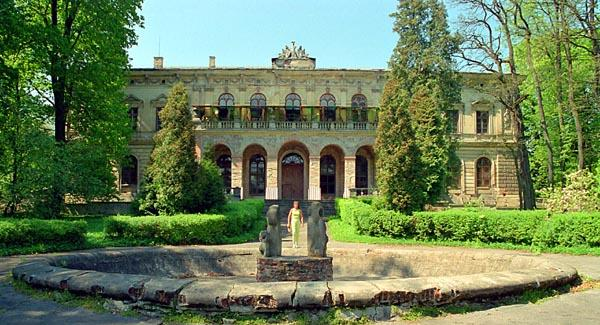
Pałac w Pilicy

Syn Hermana Epsteina (1806–1867), bankiera, właściciela cukrowni, budowniczego linii kolejowych.

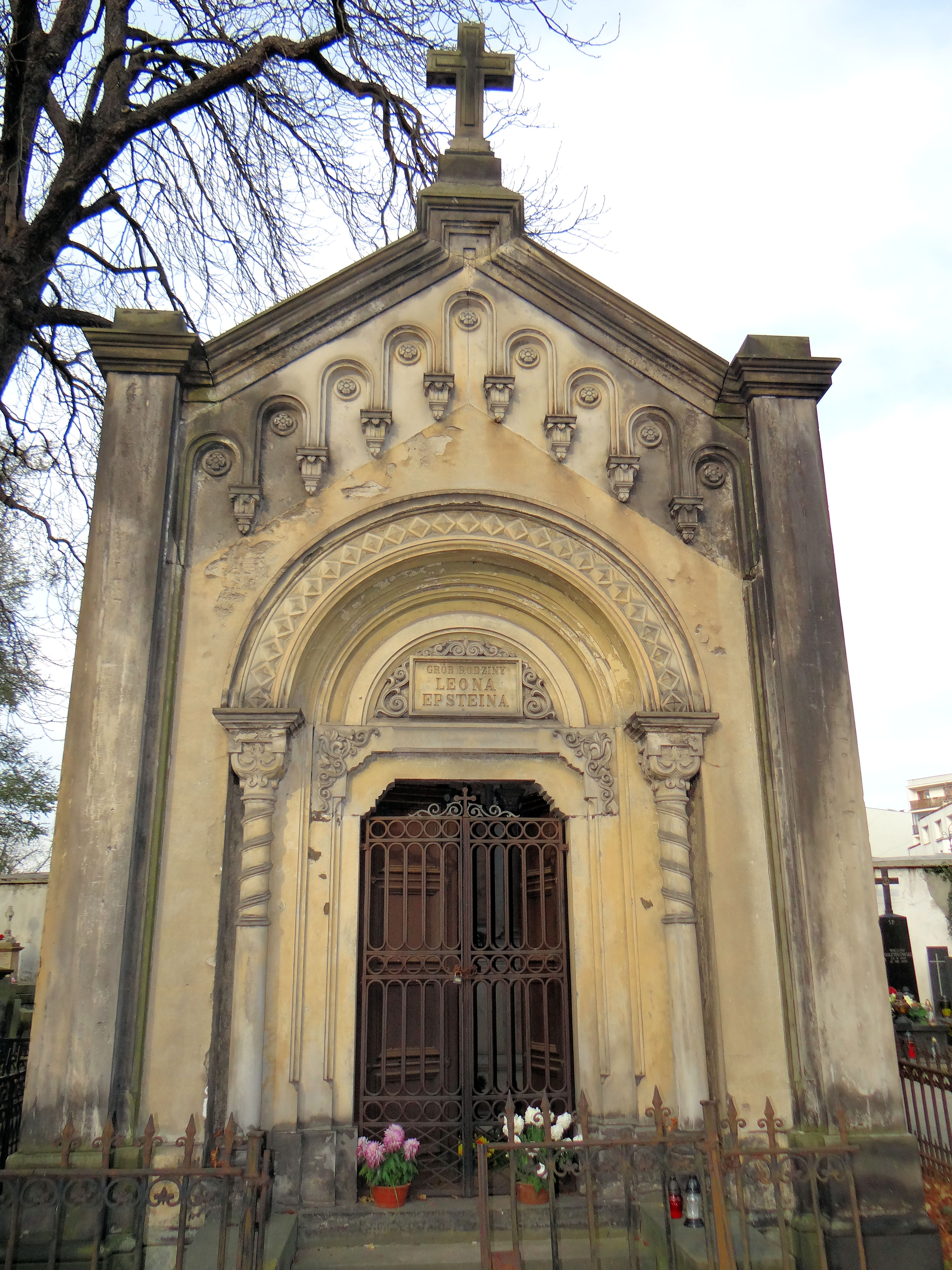
Neoromański grobowiec Leona i Marii Epsteinów na Powązkach w Warszawie

## Kariera
Do 1864 Leon Epstein był członkiem Rady Zarządzającej Drogi Żelaznej Warszawsko-Wiedeńskiej. W 1865 roku rozpoczęła się budowa cukrowni „Konstancja” w osadzie o tej samej nazwie położonej koło Kutna. Z czasem stała się to jedna z większych cukrowni w Królestwie Kongresowym. W 1866 r powołano Spółkę Udziałową Fabryka Cukru i Rafineria w Leonowie, której zarządcą został Leon Epstein. Od 1878 prezes Towarzystwa Akcyjnego Cukrownia „Leonów”. 

## Rodzina
W dniu 10 sierpnia 1859 ożenił się z 19-letnią Konstancją Marią Janasz. Ze związku z nią urodzili się Eugeniusz Juliusz (ur. 9 sierpnia 1860) i Stefan Ludwik (ur. 17 lipca 1861). W 1864 roku w Paryżu w kościele św. Magdaleny ochrzcił w wierze rzymsko-katolickiej synów Stefana i Eugenusza, a 22 stycznia 1865 sam ochrzcił się Warszawie. W dniu 30 stycznia 1872 urodził się jego syn Karol, lecz w wyniku komplikacji po porodzie w dniu 15 lutego 1872 Konstancja zmarła. Pochowana została na Powązkach w grobowcu zaprojektowanym przez Józefa Dietricha. Kolejną żoną Leona została poślubiona w 1873 lub 1874 roku Maria ze Skarżyńskich herbu Bończa, córka Rajmunda i Wiktorii Cieleckiej. Niedługo po ślubie Leon Epstein zakupił dobra z centrum na zamku w Pilicy, który wyremontował i częściowo przebudował. W dniu 2 sierpnia 1875 roku urodziła się im w Pilicy córka Maria. W 1877 roku Leon Epstein kupił pobliskie dobra Smoleń z tamtejszymi ruinami zamku. W Pilicy wybudował słodownię z maszyną parową. Na skutek problemów finansowych związanych z przeinwestowaniem, Leon doznał w 1880 roku paraliżu. W następstwie tego rodzina przeprowadziła się do Krakowa i zamieszkała przy ulicy Sławkowskiej w pałacu Badenich.
Pochowany na cmentarzu powązkowskim w Warszawie.